# Mistrzostwa Ameryki Południowej w Piłce Siatkowej Kobiet 1985
XVI Mistrzostwa Ameryki Południowej w piłce siatkowej kobiet odbyły się w 1985 roku w Caracas (Wenezuela). W mistrzostwach wystartowały 4 reprezentacje. Mistrzem została po raz dziewiąty reprezentacja Peru.

## Klasyfikacja końcowa
| Miejsce | Reprezentacja |
| ------- | ------------- |
|         | Peru          |
|         | Brazylia      |
|         | Wenezuela     |
| 4.      | Kolumbia      |